# Dinastia Tang
Dinastia Tang (
chineză: 唐朝; pinyin: Táng Cháo) a fost o dinastie care a condus China între 618 și 907. Imperiul Tang a reprezentat perioada de apogeu a civilizației chineze. Toleranța religioasă de care a dat dovadă această dinastie, a cărei ilustru reprezentant a fost Taizong, a permis răspândirea doctrinelor budiste, precum și a zoroastrismului, a maniheismului și a misionarilor creștini nestorieni. În această perioadă viața culturală asumă un puternic impuls, impuls pe care China îl transmite și Japoniei. A fost epoca de aur a poeziei, epoca în care au trăit cei mai mari poeți ai Chinei: Li Taibo, Du Fu și în care au apărut marile școli de pictură.